# Segunda División 1974-1975 (Spagna)
La stagione 1974-1975 è stata la quarantaquattresima edizione della Segunda División, secondo livello del campionato spagnolo di calcio.

## Classifica finale
|  |     | Segunda División 1974-1975 | Pt | G  | V  | N  | P  | GF | GS | DR  |
|  | --- | -------------------------- | -- | -- | -- | -- | -- | -- | -- | --- |
|  | 1.  | Real Oviedo                | 52 | 38 | 18 | 16 | 4  | 52 | 29 | +23 |
|  | 2.  | Racing Santander           | 52 | 38 | 21 | 10 | 7  | 49 | 34 | +15 |
|  | 3.  | Siviglia                   | 51 | 38 | 22 | 7  | 9  | 58 | 27 | +31 |
|  | 4.  | Córdoba                    | 46 | 38 | 19 | 8  | 11 | 59 | 34 | +25 |
|  | 5.  | Cadice                     | 43 | 38 | 18 | 7  | 13 | 54 | 43 | +11 |
|  | 6.  | Castellón                  | 42 | 38 | 17 | 8  | 13 | 48 | 39 | +9  |
|  | 7.  | Sant Andreu                | 39 | 38 | 12 | 15 | 11 | 35 | 31 | +4  |
|  | 8.  | Rayo Vallecano             | 38 | 38 | 16 | 6  | 16 | 47 | 47 | 0   |
|  | 9.  | Burgos                     | 38 | 38 | 14 | 10 | 14 | 54 | 46 | +8  |
|  | 10. | Barcellona Atlètic         | 38 | 38 | 13 | 12 | 13 | 46 | 52 | -6  |
|  | 11. | Real Valladolid            | 36 | 38 | 12 | 12 | 14 | 48 | 45 | +3  |
|  | 12. | Tenerife                   | 36 | 38 | 15 | 6  | 17 | 50 | 56 | -6  |
|  | 13. | Gimnàstic                  | 35 | 38 | 11 | 13 | 14 | 34 | 36 | -2  |
|  | 14. | Recreativo Huelva          | 35 | 38 | 12 | 11 | 15 | 39 | 43 | -4  |
|  | 15. | Barakaldo                  | 33 | 38 | 12 | 9  | 17 | 33 | 54 | -21 |
|  | 16. | Alavés                     | 33 | 38 | 13 | 7  | 18 | 35 | 45 | -10 |
|  | 17. | Maiorca                    | 33 | 38 | 12 | 9  | 17 | 42 | 56 | -14 |
|  | 18. | Ourense                    | 32 | 38 | 9  | 14 | 15 | 30 | 44 | -14 |
|  | 19. | Sabadell                   | 26 | 38 | 8  | 10 | 20 | 54 | 69 | -15 |
|  | 20. | Leonesa                    | 22 | 38 | 6  | 10 | 22 | 31 | 68 | -37 |

### Verdetti
- Real Oviedo, Racing Santander e Siviglia ammesso alla Primera División 1975-1976
- Barakaldo (dopo play-off), Maiorca, Ourense, Sabadell e Leonesa retrocesse in Tercera División.

## Play-off

### Gare di andata
|           | Risultati |                   |  |
| --------- | --------- | ----------------- |  |
| Barakaldo | 1 - 2     | Ensidesa          |  |
|           |           |                   |  |
| Getafe    | 1 - 1     | Recreativo Huelva |  |
|           |           |                   |  |
| Levante   | 1 - 1     | Alavés            |  |
|           |           |                   |  |
| Gimnàstic | 3 - 1     | Atlético Marbella |  |
|           |           |                   |  |

### Gare di ritorno
|                   | Risultati |           |  |
| ----------------- | --------- | --------- |  |
| Ensidesa          | 3 - 1     | Barakaldo |  |
|                   |           |           |  |
| Recreativo Huelva | 3 - 0     | Getafe    |  |
|                   |           |           |  |
| Alavés            | 1 - 0     | Levante   |  |
|                   |           |           |  |
| Atlético Marbella | 0 - 0     | Gimnàstic |  |
|                   |           |           |  |

## Statistiche

### Squadre
- Maggior numero di vittorie:  Siviglia (22)
- Minor numero di sconfitte:  Real Oviedo (4)
- Migliore attacco:  Córdoba (59 gol fatti)
- Miglior difesa:  Siviglia (27 gol subiti)
- Miglior differenza reti:  Siviglia (+31)
- Maggior numero di pareggi:  Real Oviedo (16)
- Minor numero di pareggi:  Tenerife (6)
- Maggior numero di sconfitte:  Leonesa (22)
- Minor numero di vittorie:  Leonesa (6)
- Peggiore attacco:  Leonesa (31 gol fatti)
- Peggior difesa:  Sabadell (69 gol subiti)
- Peggior differenza reti:  Leonesa (-37)

### Giocatori
- Capocannoniere: José Cioffi (22 gol  Castellón)